# المبارکه
ال-مبارکه یک منطقهٔ مسکونی در عربستان سعودی است که در استان جازان واقع شده‌است.